# 選抜高等学校野球大会 (山梨県勢)
選抜高等学校野球大会における山梨県勢の成績について記す。

## 大会結果
| 年度（大会）         | 選出校                        | 試合結果 | 試合結果                         | 成績     |
| -------------------- | ----------------------------- | -------- | -------------------------------- | -------- |
| 1949年（第21回大会） | 日川（初出場）                | 1回戦    | ● 1 - 10 北野                    | 初戦敗退 |
| 1957年（第29回大会） | 甲府工（初出場）              | 2回戦    | ● 0 - 6 高松商                   | 初戦敗退 |
| 1959年（第31回大会） | 石和（初出場）                | 1回戦    | ● 0 - 1 平安                     | 初戦敗退 |
| 1964年（第36回大会） | 甲府工（7年ぶり2回目）        | 1回戦    | ● 2 - 3x 市西宮（延長13回）      | 初戦敗退 |
| 1967年（第39回大会） | 甲府商（初出場）              | 2回戦    | ○ 5 - 1 近大付                   | ベスト4  |
| 1967年（第39回大会） | 甲府商（初出場）              | 準々決勝 | ○ 1 - 0 市和歌山商               | ベスト4  |
| 1967年（第39回大会） | 甲府商（初出場）              | 準決勝   | ● 1 - 11 高知商                  | ベスト4  |
| 1983年（第55回大会） | 峡南（初出場）                | 1回戦    | ● 0 - 2 大社                     | 初戦敗退 |
| 1986年（第58回大会） | 甲府商（19年ぶり2回目）       | 1回戦    | ● 1 - 11 京都西                  | 初戦敗退 |
| 1987年（第59回大会） | 甲府工（23年ぶり3回目）       | 1回戦    | ○ 6 - 1 松山北                   | ベスト8  |
| 1987年（第59回大会） | 甲府工（23年ぶり3回目）       | 2回戦    | ○ 2 - 1 明野                     | ベスト8  |
| 1987年（第59回大会） | 甲府工（23年ぶり3回目）       | 準々決勝 | ● 0 - 9 池田                     | ベスト8  |
| 1987年（第59回大会） | 東海大甲府（初出場）          | 1回戦    | ○ 4 - 3 大成                     | ベスト4  |
| 1987年（第59回大会） | 東海大甲府（初出場）          | 2回戦    | ○ 1 - 0 滝川二                   | ベスト4  |
| 1987年（第59回大会） | 東海大甲府（初出場）          | 準々決勝 | ○ 4 - 0 熊本工                   | ベスト4  |
| 1987年（第59回大会） | 東海大甲府（初出場）          | 準決勝   | ● 5 - 8 PL学園（延長14回）       | ベスト4  |
| 1988年（第60回大会） | 東海大甲府（2年連続2回目）    | 2回戦    | ○ 4 - 3 東洋大姫路               | ベスト8  |
| 1988年（第60回大会） | 東海大甲府（2年連続2回目）    | 3回戦    | ○ 5 - 2 函館有斗                 | ベスト8  |
| 1988年（第60回大会） | 東海大甲府（2年連続2回目）    | 準々決勝 | ● 1 - 5 桐蔭学園                 | ベスト8  |
| 1990年（第62回大会） | 東海大甲府（2年ぶり3回目）    | 1回戦    | ○ 7 - 1 日田林工                 | ベスト4  |
| 1990年（第62回大会） | 東海大甲府（2年ぶり3回目）    | 2回戦    | ○ 5 - 3 享栄                     | ベスト4  |
| 1990年（第62回大会） | 東海大甲府（2年ぶり3回目）    | 準々決勝 | ○ 4 - 3 鹿児島実                 | ベスト4  |
| 1990年（第62回大会） | 東海大甲府（2年ぶり3回目）    | 準決勝   | ● 4 - 5x 近大付（延長13回）      | ベスト4  |
| 1991年（第63回大会） | 市川（初出場）                | 1回戦    | ○ 3 - 1 浪速                     | ベスト4  |
| 1991年（第63回大会） | 市川（初出場）                | 2回戦    | ○ 3x - 2 宇都宮学園              | ベスト4  |
| 1991年（第63回大会） | 市川（初出場）                | 準々決勝 | ○ 3x - 2 桐生第一（延長11回）    | ベスト4  |
| 1991年（第63回大会） | 市川（初出場）                | 準決勝   | ● 1 - 4 広陵                     | ベスト4  |
| 1991年（第63回大会） | 東海大甲府（2年連続4回目）    | 1回戦    | ● 1 - 2 坂出商                   | 初戦敗退 |
| 1994年（第66回大会） | 山梨学院大付（初出場）        | 1回戦    | ○ 4 - 0 掛川西                   | 2回戦    |
| 1994年（第66回大会） | 山梨学院大付（初出場）        | 2回戦    | ● 1 - 9 桑名西                   | 2回戦    |
| 1997年（第69回大会） | 日大明誠（初出場）            | 1回戦    | ○ 4 - 1 豊浦                     | 2回戦    |
| 1997年（第69回大会） | 日大明誠（初出場）            | 2回戦    | ● 0 - 5 報徳学園                 | 2回戦    |
| 1998年（第70回大会） | 日本航空（初出場）            | 1回戦    | ○ 4 - 3 仙台育英                 | 2回戦    |
| 1998年（第70回大会） | 日本航空（初出場）            | 2回戦    | ● 4 - 8 徳島商                   | 2回戦    |
| 1999年（第71回大会） | 市川（8年ぶり2回目）          | 1回戦    | ○ 2 - 1 鳴門工                   | ベスト8  |
| 1999年（第71回大会） | 市川（8年ぶり2回目）          | 2回戦    | ○ 8 - 3 駒大岩見沢               | ベスト8  |
| 1999年（第71回大会） | 市川（8年ぶり2回目）          | 準々決勝 | ● 2 - 4 沖縄尚学                 | ベスト8  |
| 2001年（第73回大会） | 市川（2年ぶり3回目）          | 2回戦    | ○ 5 - 2 神戸国際大付             | ベスト8  |
| 2001年（第73回大会） | 市川（2年ぶり3回目）          | 3回戦    | ○ 10 - 1 高知                    | ベスト8  |
| 2001年（第73回大会） | 市川（2年ぶり3回目）          | 準々決勝 | ● 1 - 9 仙台育英                 | ベスト8  |
| 2004年（第76回大会） | 甲府工（17年ぶり4回目）       | 1回戦    | ○ 3 - 2 日南学園                 | 2回戦    |
| 2004年（第76回大会） | 甲府工（17年ぶり4回目）       | 2回戦    | ● 0 - 3 秋田商                   | 2回戦    |
| 2005年（第77回大会） | 甲府工（2年連続5回目）        | 1回戦    | ● 1 - 4 神戸国際大付             | 初戦敗退 |
| 2007年（第79回大会） | 都留（21世紀枠・初出場）      | 1回戦    | ● 2 - 3 今治西                   | 初戦敗退 |
| 2014年（第86回大会） | 山梨学院大付（20年ぶり2回目） | 1回戦    | ● 2 - 6 福知山成美               | 初戦敗退 |
| 2016年（第88回大会） | 東海大甲府（25年ぶり5回目）   | 1回戦    | ● 1 - 5 創志学園                 | 初戦敗退 |
| 2019年（第91回大会） | 山梨学院（5年ぶり3回目）      | 1回戦    | ○ 24 - 5 札幌第一                | 2回戦    |
| 2019年（第91回大会） | 山梨学院（5年ぶり3回目）      | 2回戦    | ● 2 - 3 筑陽学園                 | 2回戦    |
| 2020年（第92回大会） | 山梨学院（2年連続4回目）      | 交流試合 | ○ 8 - 3 白樺学園                 | （中止） |
| 2021年（第93回大会） | 東海大甲府（5年ぶり6回目）    | 1回戦    | ● 1 - 3 東海大相模（延長11回）   | 初戦敗退 |
| 2022年（第94回大会） | 山梨学院（2年ぶり5回目）      | 1回戦    | ● 1 - 2 木更津総合（延長13回TB） | 初戦敗退 |
| 2023年（第95回大会） | 山梨学院（2年連続6回目）      | 1回戦    | ○ 3 - 1 東北                     | 優勝     |
| 2023年（第95回大会） | 山梨学院（2年連続6回目）      | 2回戦    | ○ 4 - 1 氷見                     | 優勝     |
| 2023年（第95回大会） | 山梨学院（2年連続6回目）      | 3回戦    | ○ 7 - 1 光                       | 優勝     |
| 2023年（第95回大会） | 山梨学院（2年連続6回目）      | 準々決勝 | ○ 12 - 3 作新学院                | 優勝     |
| 2023年（第95回大会） | 山梨学院（2年連続6回目）      | 準決勝   | ○ 6 - 1 広陵                     | 優勝     |
| 2023年（第95回大会） | 山梨学院（2年連続6回目）      | 決勝     | ○ 7 - 3 報徳学園                 | 優勝     |
| 2024年（第96回大会） | 山梨学院（3年連続7回目）      | 1回戦    | ○ 7 - 1 京都外大西               | ベスト8  |
| 2024年（第96回大会） | 山梨学院（3年連続7回目）      | 2回戦    | ○ 4 - 0 創志学園                 | ベスト8  |
| 2024年（第96回大会） | 山梨学院（3年連続7回目）      | 準々決勝 | ● 1 - 6 健大高崎                 | ベスト8  |
| 2025年（第97回大会） | 山梨学院（4年連続8回目）      | 1回戦    | ○ 5 - 1 天理                     | 2回戦    |
| 2025年（第97回大会） | 山梨学院（4年連続8回目）      | 2回戦    | ● 5 - 11 西日本短大付            | 2回戦    |

## 通算成績
第97回大会1回戦終了時
| 出場 | 試合 | 勝利 | 敗戦 | 引分 | 勝率 | 優勝 | 準優勝 | ベスト4 | ベスト8 |
| ---- | ---- | ---- | ---- | ---- | ---- | ---- | ------ | ------- | ------- |
| 30   | 61   | 33   | 28   | 0    | .541 | 1    | 0      | 4       | 5       |

## 学校別成績
| 校名       | 出場 | 直近出場 | 勝敗    | 最高成績 | 前身校       |
| ---------- | ---- | -------- | ------- | -------- | ------------ |
| 山梨学院   | 8回  | 2025年   | 11勝6敗 | 優勝1回  | 山梨学院大付 |
| 東海大甲府 | 6回  | 2021年   | 8勝6敗  | ベスト4  |              |
| 甲府工     | 5回  | 2005年   | 3勝5敗  | ベスト8  |              |
| 市川       | 3回  | 2001年   | 7勝3敗  | ベスト4  |              |
| 甲府商     | 2回  | 1986年   | 2勝2敗  | ベスト4  |              |
| 日大明誠   | 1回  | 1997年   | 1勝1敗  | 2回戦    |              |
| 日本航空   | 1回  | 1998年   | 1勝1敗  | 2回戦    |              |
| 日川       | 1回  | 1949年   | 0勝1敗  | 初戦敗退 |              |
| 石和       | 1回  | 1959年   | 0勝1敗  | 初戦敗退 |              |
| 峡南       | 1回  | 1983年   | 0勝1敗  | 初戦敗退 |              |
| 都留       | 1回  | 2007年   | 0勝1敗  | 初戦敗退 |              |